# Afsteken
Afsteken is een begrip uit de olie- en petrochemische industrie, waarmee het afblinden van een pijpleiding ter plaatse van een klepaansluiting of twee flenzen met behulp van een steekpan of zogenaamde blindflens wordt bedoeld. Een blindflens of steekpan is een ronde schijf met een diameter gelijk aan de buitenste diameter van de leiding, die, met pakking, tussen twee flenzen wordt gemonteerd om de leiding tijdelijk volledig af te sluiten ten behoeve van bijvoorbeeld onderhoud. Hierdoor wordt de doorstroming van gas of vloeistoffen in bepaalde delen van de leiding van andere delen tijdelijk geïsoleerd of afgescheiden. 
De schijf heeft een uitsteeksel, de 'steel', dat buiten de flenzen uitsteekt om de schijf goed zichtbaar te maken zodat deze niet na het plegen van onderhoud aan de leiding wordt vergeten. Het Engels voor afsteken is spaded off, van to spade off, afsteken of afblinden.